# 文川镇
文川镇，是中华人民共和国陕西省汉中市城固县下辖的一个乡镇级行政单位。

## 行政区划
文川镇下辖以下地区：
文光村、文星村、文东村、文西村、文苏村、观沟村、毛家岭村、联合村、石鸡寺村和张荷营村。